# Annika Wallin Öberg
Beata Annika Wallin Öberg, ogift Wallin, född 10 oktober 1960 i Västerhaninge församling i Stockholms län, är en svensk skådespelerska.

## Biografi
Wallin Öberg gick Scenskolan i Malmö 1986–1989. Hon är mest känd för sina roller som Ellen Hofsten-Jaeger i Svt-såpan Storstad och Karin i långfilmen Främmande land. Tillsammans med sin före detta man, trubaduren och dramatikern Kurt Öberg, har hon uppträtt med tonsatta dikter av poeten Olle Svensson. Wallin Öberg har också engagerat sig i Jordcirkus.

## Filmografi
- 1990 – Storstad (TV-serie)
- 2010 – Främmande land

## Teater

### Roller
| År   | Roll | Produktion                           | Regi      | Teater            |
| ---- | ---- | ------------------------------------ | --------- | ----------------- |
| 1988 |      | Bröderna Lejonhjärta Astrid Lindgren | Eva Sköld | Malmö stadsteater |

## Radioteater
| År   | Roll | Produktion        | Regi           | Noter                                                                        |
| ---- | ---- | ----------------- | -------------- | ---------------------------------------------------------------------------- |
| 1995 |      | Schakt Kurt Öberg | Peter Luckhaus | Radioteatern SR P1 Övriga skådespelare: Mikael Persbrandt och Stefan Larsson |